# Rock Mastard
Rock Mastard is een Franse stripreeks die begonnen is in september 2004 met Karim Belkrouf als schrijver en François Boucq als tekenaar.

## Albums
Alle albums zijn geschreven door Karim Belkrouf, getekend door François Boucq en uitgegeven door Le Lombard.
| Nummer | Titel               |
| ------ | ------------------- |
| 1      | Gestapo in het nauw |